# Falmouth (Maine)
Falmouth è una città della Contea di Cumberland, Maine. La popolazione è di 10 310 abitanti (censimento del 2000). È parte dell'area metropolitana di Portland, South Portland e Biddeford.
Situata a nord di Portland, costeggia la Casco Bay ed è una delle stazioni di ancoraggio più ampie del Maine. È sede di tre golf club privati e del Portland Yacht Club.